# Hemimastigophora
A Hemimastigophora egysejtű eukarióták csoportja, tagjai az először 1988-ban azonosított Spironematellidae és a Paramastigidae. Az ezt követő 30 évben különböző szerzők különbözőképp sorolták be. 2018-ban Lax et al. számoltak be először a Spironematellidae genetikai információjáról, és feltételezik annak a többi eukarióta országtól önálló kládot alkotó ősi eukarióta ágból való származását. A Telonemia vagy a Provora rokona lehet.

## Morfológia
A Hemimastigophora az ostortranszformáció és a centrioláris csatlakozások elvesztése miatt egy ostorral rendelkezik, egyes tagjai egyostorú kinetidákkal rendelkeznek. Centriólumai különösen rövidek, és feltehetően makk alakú szerkezet van felettük egy vékony amorf átmeneti lemezzel. I-es típusú átmeneti zónájuk van.
Mitokondriumai cristái laposak.

## Történet

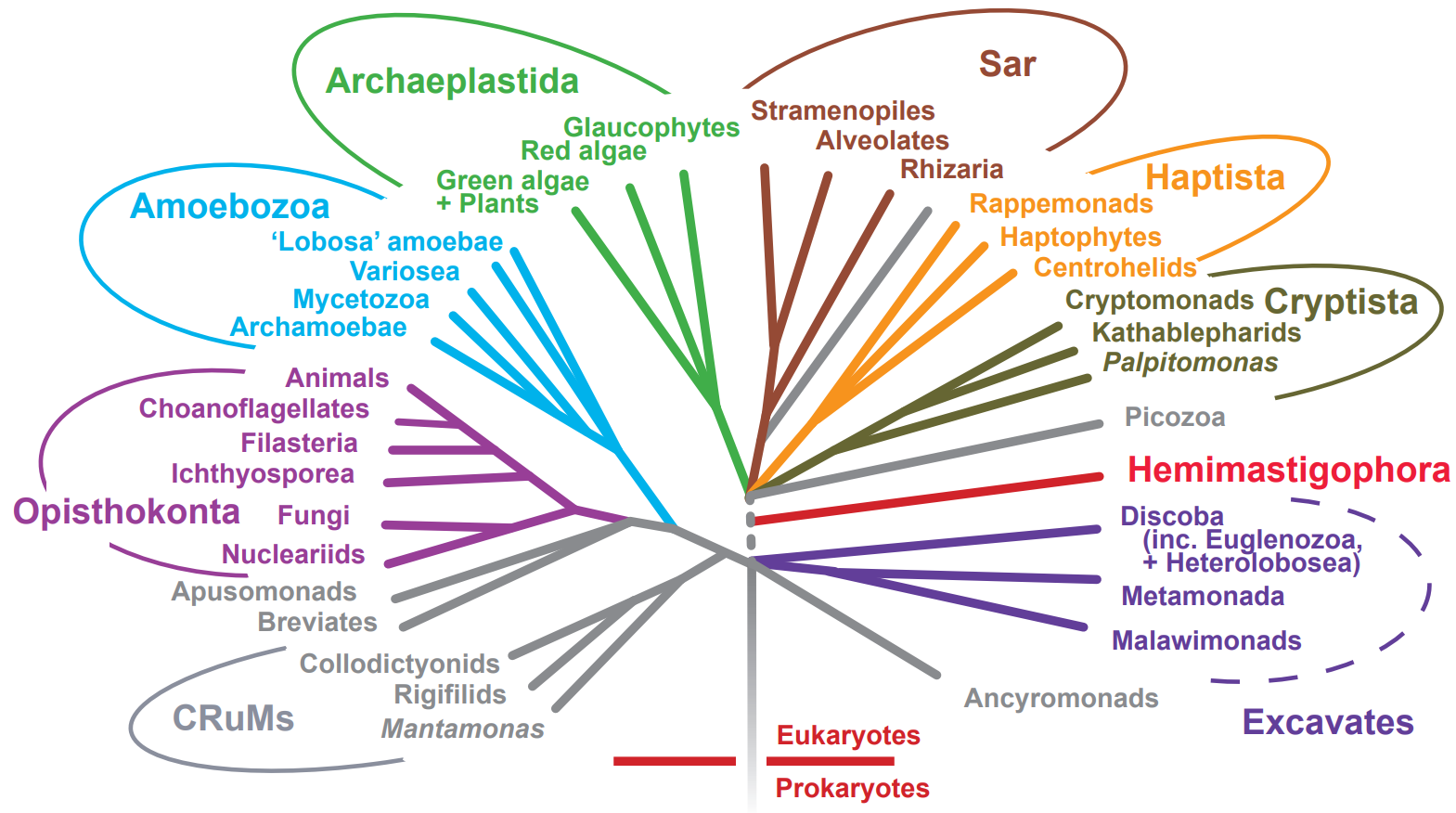
Az eukarióta kapcsolatok egy feltételezett fája, melyben a Hemimastigophora (vörös ág jobbra) ország feletti csoport.

A Hemimastigophorát 1988-ban hozta létre Foissner et al. a Spironemidae (ma Spironematellidae) családdal. Helye az eukarióta filogenetikai fán tisztázatlan volt, de a szerzők a pellikula és a sejtmag szerkezete alapján az ostoros moszatokkal való rokonságot feltételeztek. A csoport leírása után 30 évig nem volt elérhető genetikai információ. Ez idő alatt a kutatók számos más csoporttal (például Alveolata, Apusozoa, Ancyromonadida, Rhizaria) rokonították.
Egy 2018-as cikkben Lax et al. új Hemimastigophora-faj, a Hemimastix kukwesjijk Új-Skócia területén talált talajmintából való felfedezéséről és sikeres tenyésztéséről számoltak be. Egy másik fajt is találtak ugyane mintában a Spironematella nemzetségből. A két élőlény filogenomikai elemzése alapján a Hemimastigophora ősi ág, mely a többi eukariótától olyan korán vált el, hogy ország felett sorolható be.
Egy 2024-es tanulmány szerint a Meteora sporadica is a Hemimastigophora rokona, és a két csoport együtt a Provora testvércsoportja lehet.

## Rendszertan
A Hemimastigophora rendszertana (2022):
- Familia Spironematellidae Silva 1980 emend. Shɨshkin 2022 (=Spironemidae Doflein 1916)
  - Hemimastix Foissner, Blatterer et Foissner, 1988
    - H. amphikineta Foissner, Blatterer et Foissner, 1988
    - H. kukwesjijk Eglit & Simpson, 2018[3]

  - Stereonema Foissner & Foissner 1993 non Kützing 1836
    - S. geiseri Foissner & Foissner 1993

  - Spironematella Silva 1970 emend. Shɨshkin 2022 (=Spironema Klebs 1893 non Vuillemin 1905 non Léger et Hesse 1922 non Rafinesque 1838 non Hochst. 1842 non Lindley 1840 non Meek 1864)
    - S. multiciliata (Klebs 1892) Silva 1970 (=Spironema multiciliatum Klebs 1893)
    - S. terricola (I. Foissner et W. Foissner 1993) Shɨshkin 2022 (=Spironema terricola I. Foissner & W. Foissner 1993)
    - S. goodeyi (I. Foissner et W. Foissner 1993) Shɨshkin 2022 (=Spironema goodeyi I. Foissner & W. Foissner 1993)
- Familia Paramastigidae Skuja 1948 emend. Karpov 2012
  - Paramastix Skuja 1948
    - P. lata Skuja 1956
    - P. minuta Skuja 1964
    - P. conifera Skuja 1948
    - P. truncata Skuja 1948

A Hemimastigophora feltehetően a Corticata közvetlen külcsoportja, amellyel együtt szintén kládot alkot. Ezt Cavalier-Smith Eucortának nevezte, ennek közvetlen külcsoportja azonban vitatott az eukarióta filogenetikai fa gyökerének helyzete bizonytalansága miatt.
Zlatogursky  et al. 2025-ös rendszertana szerint a „Promethea” tagja lehet, melybe a Provora és a M. sporadica is tartoznak, megerősítve Eglit  et al. 2024-es feltételezését.

## Fordítás
Ez a szócikk részben vagy egészben  a   Hemimastigophora című angol Wikipédia-szócikk ezen változatának fordításán alapul.  Az eredeti cikk szerkesztőit annak laptörténete sorolja fel. Ez a jelzés csupán a megfogalmazás eredetét és a szerzői jogokat jelzi, nem szolgál a cikkben szereplő információk forrásmegjelöléseként.